# LightWave
LightWave, sau mai bine spus LightWave 3D, este un software de grafică 3D produs de Newtek, ce este folosit la modelare, animație și randare.